# 全国高等学校野球選手権北陸大会
北陸大会（ほくりくたいかい）は、1916年（第2回）から1977年（第59回）まで、府県レベルの大会にとどまった1941年（第27回）と、一府県一代表が認められた1958年（第40回）・1963年（第45回）・1968年（第50回）・1973年（第55回）の各記念大会を除いて行われていた、全国中等学校優勝野球大会および全国高等学校野球選手権大会の地方大会。

## 概要
複数の府県から優勝校（代表校）1校を決する地方大会のうち、紀和大会と並んで最も多く行われていた地方大会のひとつで、53回行われた。
対象となる県が4度変更され、北信越5県（長野県・新潟県・富山県・石川県・福井県）を対象に2回（ただし、福井県からの参加校なし）、北陸4県（新潟県・富山県・石川県・福井県）を対象に5回（うち1回富山県勢不参加）、北陸3県（富山県・石川県・福井県）を対象に30回、石川県と福井県の2県を対象に12回、富山県と石川県の2県を対象に4回行われた。
北信越5県では金沢市にあった第四高等学校（四高）主催の北陸野球大会が例年行われており、1915年は8月22日より5日間という日程がすでに組まれていた。そこへ8月中旬に第1回全国中等学校優勝野球大会を開催するとの告知が7月1日にあり、日程の調整ができないまま、8月18日より5日間という第1回大会の具体的な日程が7月下旬に決定し、第1回大会については代表校を送り出すことを諦めることとなった。1916年（第2回大会）から全国大会前となるよう日程を調整された北陸野球大会が地方大会（北陸大会）と見なされた。大会名は北陸だが、福井県からの参加校がなく、2回とも長野県勢が優勝した。
福井県勢と山梨県勢の初参加となった1918年（第4回）から山梨県と長野県を対象とする甲信大会が編成され、北陸大会は北陸4県を対象に行われるようになった。5回とも新潟県勢が優勝した。なお、1920年（第6回）は富山県からの参加校がなかった。また、同年から北陸大会の主催が大阪朝日新聞社金沢通信部となり、四高は後援に回るようになった。
1923年（第9回）から前年までの甲信大会が新潟県を加えた甲信越大会に再編され、北陸大会は北陸3県を対象に行われるようになった。30回のうち富山県勢の優勝5回、石川県勢の優勝6回、福井県勢の優勝19回。なお、1931年（第17回）から甲神静大会と信越大会が編成されたため、甲信越大会は前年で消滅している。
信越大会に参加していた長野県が1958年（第40回）以降も単独代表を認められたことを受けて、1959年（第41回）から新潟県と富山県の2県を対象とする北越大会が編成され、北陸大会は石川県と福井県の2県を対象に行われるようになった。12回のうち石川県勢の優勝6回、福井県勢の優勝6回。
北越大会に参加していた新潟県と京滋大会に参加していた京都府が1973年（第55回）も単独代表を認められたことを受けて、1974年（第56回）から福井県と滋賀県の2県を対象とする福滋大会が編成され、北陸大会は富山県と石川県の2県を対象に行われるようになった。4回のうち富山県勢の優勝1回、石川県勢の優勝3回。

## 大会結果
| 年度（大会）     | 優勝校（代表校） | 決勝スコア | 準優勝校         | 参加県                 |
| ---------------- | ---------------- | ---------- | ---------------- | ---------------------- |
| 1916年（第2回）  | 長野師範（長野） | 13 - 1     | 金沢二中（石川） | 長野・新潟・富山・石川 |
| 1917年（第3回）  | 長野師範（長野） | 2 - 0      | 長岡中（新潟）   | 長野・新潟・富山・石川 |
| 1918年（第4回）  | 長岡中（新潟）   | 7 - 1      | 富山中（富山）   | 新潟・富山・石川・福井 |
| 1919年（第5回）  | 長岡中（新潟）   | 9 - 4      | 石川師範（石川） | 新潟・富山・石川・福井 |
| 1920年（第6回）  | 長岡中（新潟）   | 27 - 4     | 石川師範（石川） | 新潟・石川・福井       |
| 1921年（第7回）  | 長岡中（新潟）   | 4 - 1      | 新潟中（新潟）   | 新潟・富山・石川・福井 |
| 1922年（第8回）  | 新潟商（新潟）   | 4 - 3      | 長岡中（新潟）   | 新潟・富山・石川・福井 |
| 1923年（第9回）  | 金沢商（石川）   | 9 - 5      | 魚津中（富山）   | 富山・石川・福井       |
| 1924年（第10回） | 金沢一中（石川） | 7 - 1      | 金沢商（石川）   | 富山・石川・福井       |
| 1925年（第11回） | 敦賀商（福井）   | 4 - 1      | 富山師範（富山） | 富山・石川・福井       |
| 1926年（第12回） | 敦賀商（福井）   | 6 - 0      | 神通中（富山）   | 富山・石川・福井       |
| 1927年（第13回） | 敦賀商（福井）   | 14 - 5     | 小浜中（福井）   | 富山・石川・福井       |
| 1928年（第14回） | 敦賀商（福井）   | 17 - 0     | 福井商（福井）   | 富山・石川・福井       |
| 1929年（第15回） | 敦賀商（福井）   | 11 - 1     | 石川師範（石川） | 富山・石川・福井       |
| 1930年（第16回） | 敦賀商（福井）   | 15 - 3     | 武生中（福井）   | 富山・石川・福井       |
| 1931年（第17回） | 敦賀商（福井）   | 9 - 1      | 福井商（福井）   | 富山・石川・福井       |
| 1932年（第18回） | 石川師範（石川） | 4 - 3      | 敦賀商（福井）   | 富山・石川・福井       |
| 1933年（第19回） | 敦賀商（福井）   | 12 - 0     | 富山商（富山）   | 富山・石川・福井       |
| 1934年（第20回） | 敦賀商（福井）   | 11 - 3     | 金沢一中（石川） | 富山・石川・福井       |
| 1935年（第21回） | 石川工（石川）   | 3 - 2      | 富山商（富山）   | 富山・石川・福井       |
| 1936年（第22回） | 福井商（福井）   | 3 - 2      | 高岡商（富山）   | 富山・石川・福井       |
| 1937年（第23回） | 高岡商（富山）   | 7 - 3      | 敦賀商（福井）   | 富山・石川・福井       |
| 1938年（第24回） | 敦賀商（福井）   | 16 - 7     | 高岡商（富山）   | 富山・石川・福井       |
| 1939年（第25回） | 高岡商（富山）   | 8 - 6      | 敦賀商（福井）   | 富山・石川・福井       |
| 1940年（第26回） | 富山商（富山）   | 13 - 1     | 高岡商（富山）   | 富山・石川・福井       |
| 1941年（第27回） | （中止）         | （中止）   | （中止）         | 富山・石川・福井       |
| 1946年（第28回） | 敦賀商（福井）   | 8 - 5      | 富山商（富山）   | 富山・石川・福井       |
| 1947年（第29回） | 高岡商（富山）   | 3 - 2      | 金沢三中（石川） | 富山・石川・福井       |
| 1948年（第30回） | 金沢一（石川）   | 4 - 3      | 武生（福井）     | 富山・石川・福井       |
| 1949年（第31回） | 武生（福井）     | 7 - 6      | 金沢二水（石川） | 富山・石川・福井       |
| 1950年（第32回） | 若狭（福井）     | 6 - 2      | 富山西部（富山） | 富山・石川・福井       |
| 1951年（第33回） | 敦賀（福井）     | 1 - 0      | 高岡西部（富山） | 富山・石川・福井       |
| 1952年（第34回） | 敦賀（福井）     | 5 - 1      | 高岡西部（富山） | 富山・石川・福井       |
| 1953年（第35回） | 金沢泉丘（石川） | 7 - 5      | 高岡西部（富山） | 富山・石川・福井       |
| 1954年（第36回） | 武生（福井）     | 6 - 1      | 勝山精華（福井） | 富山・石川・福井       |
| 1955年（第37回） | 若狭（福井）     | 5 - 2      | 武生（福井）     | 富山・石川・福井       |
| 1956年（第38回） | 滑川（富山）     | 7 - 0      | 金沢市工（石川） | 富山・石川・福井       |
| 1957年（第39回） | 三国（福井）     | 1 - 0      | 高岡（富山）     | 富山・石川・福井       |
| 1959年（第41回） | 若狭（福井）     | 9 - 0      | 金沢泉丘（石川） | 石川・福井             |
| 1960年（第42回） | 金沢市工（石川） | 5 - 3      | 敦賀（福井）     | 石川・福井             |
| 1961年（第43回） | 武生（福井）     | 4 - 2      | 若狭（福井）     | 石川・福井             |
| 1962年（第44回） | 金沢（石川）     | 4 - 3      | 金沢泉丘（石川） | 石川・福井             |
| 1964年（第46回） | 小松実（石川）   | 8 - 5      | 金沢桜丘（石川） | 石川・福井             |
| 1965年（第47回） | 武生（福井）     | 11 - 9     | 北陸（福井）     | 石川・福井             |
| 1966年（第48回） | 金沢商（石川）   | 4 - 2      | 金沢（石川）     | 石川・福井             |
| 1967年（第49回） | 若狭（福井）     | 6 - 1      | 羽咋（石川）     | 石川・福井             |
| 1969年（第51回） | 若狭（福井）     | 5 - 2      | 三国（福井）     | 石川・福井             |
| 1970年（第52回） | 金沢桜丘（石川） | 9 - 0      | 星稜（石川）     | 石川・福井             |
| 1971年（第53回） | 美方（福井）     | 3 - 1      | 星稜（石川）     | 石川・福井             |
| 1972年（第54回） | 星稜（石川）     | 6 - 2      | 金沢市工（石川） | 石川・福井             |
| 1974年（第56回） | 高岡商（富山）   | 4 - 1      | 富山商（富山）   | 富山・石川             |
| 1975年（第57回） | 金沢桜丘（石川） | 5 - 4      | 星稜（石川）     | 富山・石川             |
| 1976年（第58回） | 星稜（石川）     | 3 - 1      | 桜井（富山）     | 富山・石川             |
| 1977年（第59回） | 星稜（石川）     | 10 - 0     | 高岡第一（富山） | 富山・石川             |